# Brometo de chumbo(II)
Brometo de chumbo(II) é o composto de fórmula química PbBr2.

## Segurança
Como outros compostos contendo chumbo, o dibrometo de chumbo é categorizado como provavelmente cancerígeno para os seres humanos (Categoria 2A), pela Agência Internacional de Pesquisa sobre o Câncer (IARC). A sua libertação para o meio ambiente como um produto da gasolina com chumbo foi altamente controversa.
É um composto tóxico para reprodução, prejudicial, perigoso para o meio ambiente .

## Referência
1. Lide, David R., ed. (2006). CRC Handbook of Chemistry and Physics (87th ed.). Boca Raton, FL: CRC Press. ISBN 0-8493-0487-3.

Esta categoria reúne artigos sobre  Chumbo.